# Marcello Avallone
Marcello Avallone (* 26. August 1938 in Rom) ist ein italienischer Filmregisseur.

## Leben
Avallone, der einen einzelnen Schauspielauftritt aufweist, begann in den 1960er Jahren zunächst als Regieassistent zu arbeiten. 1968 drehte er seinen ersten eigenen Film (eine Pseudo-Dokumentation); danach arbeitete er vor allem für Fernsehmagazine, kehrte jedoch immer wieder zum Spielfilm zurück. Auch als Musikvideos, Werbe- und Industriefilme tragen seine Handschrift. Unter seinen Fernseharbeiten ragen Dokumentationen zu Horrorfilmen und Amerikanischem Kino heraus.

## Filmografie (Auswahl)
- 1968: Die andere Seite der Sünde (L'altra faccia del peccato)
- 1978: Meine drei Cousinen (Cugini miei)
- 1987: Specters – Mächte des Bösen (Spettri)
- 1989: Maya
- 1990: Panama Sugar (Panama zucchero)
- 1999: Indizio fatale